# محمد بن عبد اللطيف الملحم
محمد بن عبد اللطيف آل ملحم من مواليد الهفوف سنة 1938م. كان وزير دولة سابقاً، وهو الآن رئيس دار آل ملحم للاستشارات القانونية، ورئيس دار آل ملحم للطباعة والنشر.

## مؤهلاته العلمية
- بكالوريس الحقوق من كلية الحقوق بجامعة القاهرة، جمهورية مصر العربية
- ماجستير الحقوق من جامعة ييل، بالولايات المتحدة الأمريكية
- دكتوراه علم القانون من جامعة ييل، بالولايات المتحدة الأمريكية

## مناصبه
- معيد بكلية التجارة جامعة الملك سعود
- أستاذ مساعد بكلية التجارة قسم قانون جامعة الملك سعود
- عميد كلية التجارة جامعة الملك سعود
- وزير الدولة في حكومة الملك فيصل بن عبدالعزيز آل سعود

## أبرز أعماله
- مستشار خاص للأمير سلطان بن عبد العزيز آل سعود.
- عضو اللجنة العليا للإصلاح الإداري
- رئيس الديوان العام للخدمة المدنية.
- عضو اللجنة الوزارية المسؤولة عن مشتريات الحكومة.
- عضو مجلس إدارة الخطوط الجوية السعودية.
- عضو مجلس إدارة الهيئة العربية للتصنيع في القاهرة.
- تولى لعدة مرات مهام وزير التخطيط.